# Шахед-131
Шахед-131 (перс. شاهد ۱۳۱ [ʃahɛd], англ. Shahed 131), або Герань-1 (у російській армії) — іранський дрон-камікадзе розробки Shahed Aviation, який став широко відомим у жовтні 2022 року під час російського вторгнення в Україну. Він оснащений двигуном Ванкеля моделі Shahed-783/788. Маса бойової частини 15 кг, а дальність пуску — 900 км. Замість бойової частини може встановлюватися і розвідувальні частини, тоді дрон може бути використаний у розвідувальних цілях.

## Опис
«Шахед-131» оснащений двигуном Ванкеля Serat-1, який є копією двигуна Ванкеля Beijing Micropilot UAV Control System Ltd MDR-208. Двигун цього типу використовувався для безпілотника під час атаки на родовище Абкайк у 2019 році, який був переданий Секретаріату ООН у 2020 році у рамках розслідування відповідно до Резолюції Ради Безпеки ООН 2231.
Ймовірно, конструкція БПЛА заснована на ізраїльському протирадіолокаційному IAI Harpy.
Було встановлено, що блок управління польотом «Шахеда-131» здатний з'єднуватися із супутниками Iridium, що теоретично дозволяє змінювати траєкторію під час польоту. Контролер польоту має резервну інерційну систему навігації на базі MEMS-гіроскопа. Основне управління здійснюється за допомогою комерційного GPS-пристрою.

Ортографічна проєкція Shahed-131/Герань-1

На думку спеціалістів Королівського Об'єднаного інституту оборонних досліджень, відсутність основоположних рис бойових БПЛА, як оптичні сенсори та вільне маневрування, наближає апарат до крилатих ракет, які так само летять автономно до заздалегідь заданої цілі. Таким чином, на їх думку, «Шахед-131» є не дроном-камікадзе, а гвинтовою крилатою ракетою.

## Оператори
- Іран
- Росія — використовує під назвою «Герань-1»[15]

## Бойове застосування
Вперше безпілотник був помічений на Аравійському півострові, коли повстанці хусити атакували ним цілі в Саудівській Аравії.
Росія використовує «Шахед-131» під час російського вторгнення в Україну у 2022 році, маркуючи його російською назвою «Герань-1».
За словами речника ПС ЗСУ Юрія Ігната, з вересня 2022 до кінця 2023 року російські війська випустили по території України близько 3700 дронів типу «Шахед-131» та «Шахед-136».